# Вилесов, Геннадий Иванович
Геннадий Иванович Вилесов (16 февраля 1909 года, село Юсьва или село Алексеевское, теперь Пермского края — 17 мая 1999 года, Киев) — советский государственный деятель, химик-технолог, министр химической промышленности Украинской ССР. Депутат Верховного Совета УССР 7-го созыва. Член ЦК КПУ (1966—1971). Кандидат технических наук (1963).

## Биография
В 1929 году окончил Уральский индустриальный техникум в городе Свердловске.
В 1929—1930 годах — начальник смены Чернореченского химического завода Нижегородского края РСФСР. В 1930—1931 года — слушатель курсов Московского химико-технологического института им. Д. И. Менделеева. Получил диплом инженера-технолога.
В 1931—1937 годах — начальник цеха, главный инженер Чернореченского химического завода Горьковского края РСФСР.
Член ВКП(б) с 1932 года.
С 1937 года — директор Кемеровского азотно-тукового завода РСФСР. В 1938 году арестован органами НКВД, освобожден в 1940 году.
В декабре 1940—1941 года — начальник технического отдела и заместитель главного инженера нового Лисичанского азотно-тукового завода. В 1941—1942 года — уполномоченный Наркомата химической промышленности СССР.
В августе 1942—1944 года — директор Губахинского азотно-тукового завода Молотовской области РСФСР. В 1944—1946 года — директор Горловского азотно-тукового завода Сталинской области, исполняющий обязанности директора Новомосковского химического комбината РСФСР.
В сентябре 1946—1957 годах — директор Лисичанского химического комбината Ворошиловградской области.
В 1957—1963 годах — начальник управления химической промышленности Совета народного хозяйства Ворошиловградского (Луганского) экономического административного района (совнархоза), начальник управления химической промышленности Совета народного хозяйства Донецкого экономического административного района (совнархоза).
В 1963—1965 годах — заместитель председателя Украинского Совета народного хозяйства (Украинского совнархоза).
23 октября 1965 — 12 января 1970 года — министр химической промышленности Украинской ССР.
В 1970—1973 годах — заместитель директора международной организации «Интерхим» в городе Галле Германской Демократической Республики.
С 1975 года — научный консультант Президиума Академии наук Украинской ССР, заместитель директора научно-инженерного центра «АКСО» Института биоорганической химии и нефтехимии Национальной академии наук Украины в Киеве.
Научные исследования касаются технологии производства капролактама, тяжелой воды, синтетического бензина, аммиака, экологически безопасных агрохимикатов. Автор книги «Сохранение здоровья и работоспособности до 90 лет (из личного опыта)» (1999).
Похоронен в Киеве на Байковом кладбище.

## Награды
- Орден Ленина (дважды);
- Орден Трудового Красного Знамени (трижды);
- Орден «Знак Почёта»;
- орден «За заслуги» (Украина) 3-й ст. (1999);
- медали;
- заслуженный химик СССР (1969);
- заслуженный химик Украинской ССР (1984);
- почётный гражданин города Северодонецка (1981).